# 고대 북유라시아인
고고유전학에서 고대 북유라시아인(Ancient North Eurasian, ANE)은 말타-부레티 문화(기원전 22,000년경)의 인구 및 이와 밀접히 연관된 시베리아 아폰토바 고라의 후기 구석기 시대 개체들의 혈통을 나타내는 조상 구성요소(ancestral component)를 가리킨다. 또다른 유전학 연구에서는 고대 북유라시아인 혈통이 더 이전의 야나 문화(기원전 30,000년경)와 연관된 고대 북시베리아인(Ancient North Siberians)과도 밀접히 연관된 것을 밝혀냈다. 고대 북유라시아인은 주로 서유라시아 혈통(유럽 크로마뇽인과 서아시아의 고대 및 현대인과 연관)을 가지고 있었으며 "북쪽 경로"를 통해 시베리아에 도착했지만, "남쪽 경로"를 통해 시베리아에 도착한 동유라시아인들로부터도 상당한 혈통(약 1/3)을 얻었다.
약 20,000~25,000년 전, 고대 북유라시아인의 한 분파가 고대 북부 동아시아인(Ancient Northern East Asian, ANEA)과 혼합되어 아메리카 원주민의 조상과 고대 베링기아인, 고대 고시베리아인을 형성했다. 이 인구 혼합이 정확히 어디에서 일어났는지는 알려져 있지 않으며, 서로 다른 두가지의 상반된 이론이 고대 북유라시아인과 고대 동아시아인의 통합과 이에 따른 이주 시나리오를 제시하고 있다.
이후 서쪽 유럽 방향으로 이동한 고대 북유라시아인 인구는 유럽의 서부 수렵채집민(Western hunter-gatherer) 관련 집단과 혼혈되어 동부 수렵채집민 인구를 형성하였고, 이 집단이 다시 캅카스 수렵채집민(Caucasus hunter-gatherer)과 섞여 형성한 폰토스-카스피 스텝 지역의 서부 스텝 목축민(Western Steppe Herder) 집단은 얌나야 문화와 연관되어 청동기 시대에 유라시아의 넓은 지역에 퍼졌다.
고대 북유라시아인 혈통은 후기 구석기 시대 이래로 다양한 이주를 통해 유라시아와 아메리카 전역으로 퍼졌으며, 오늘날 세계 인구의 절반 이상이 유전체의 5~42%를 고대 북유라시아인 유래로 받고 있다. 고대 북유라시아인 혈통의 높은 비율은 아메리카 원주민과 유럽, 남아시아, 중앙아시아, 시베리아에서 찾아진다. 이들이 믿던 신화가 신비적인 세계수의 존재, 내세로 가는 길을 지키는 개의 우화 등 인도유럽인과 일부 아메리카 원주민 문화가 공유하는 전통 서사 특징의 기원일 수 있다는 가설이 제기되었다.

## 참고 문헌
- Anthony, David W.; Brown, Dorcas R. (2019). 〈Late Bronze Age midwinter dog sacrifices and warrior initiations at Krasnosamarskoe, Russia〉.   Olsen, Birgit A.; Olander, Thomas; Kristiansen, Kristian. 《Tracing the Indo-Europeans: New evidence from archaeology and historical linguistics》 (영어). Oxbow Books. ISBN 978-1-78925-273-6.
- Flegontov, Pavel; Changmai, Piya; Zidkova, Anastassiya; Logacheva, Maria D.; Altınışık, N. Ezgi; Flegontova, Olga; Gelfand, Mikhail S.; Gerasimov, Evgeny S.; Khrameeva, Ekaterina E.; Konovalova, Olga P.; Neretina, Tatiana; Nikolsky, Yuri V.; Starostin, George; Stepanova, Vita V.; Travinsky, Igor V.; Tříska, Martin; Tříska, Petr; Tatarinova, Tatiana V. (2016년 2월 11일). “Genomic study of the Ket: a Paleo-Eskimo-related ethnic group with significant ancient North Eurasian ancestry”. 《Scientific Reports》 6 (1): 20768. arXiv:1508.03097. Bibcode:2016NatSR...620768F. doi:10.1038/srep20768. PMC 4750364. PMID 26865217.
- Jeong, Choongwon; Balanovsky, Oleg; Lukianova, Elena; Kahbatkyzy, Nurzhibek; Flegontov, Pavel; Zaporozhchenko, Valery; Immel, Alexander; Wang, Chuan-Chao; Ixan, Olzhas; Khussainova, Elmira; Bekmanov, Bakhytzhan; Zaibert, Victor; Lavryashina, Maria; Pocheshkhova, Elvira; Yusupov, Yuldash; Agdzhoyan, Anastasiya; Koshel, Sergey; Bukin, Andrei; Nymadawa, Pagbajabyn; Turdikulova, Shahlo; Dalimova, Dilbar; Churnosov, Mikhail; Skhalyakho, Roza; Daragan, Denis; Bogunov, Yuri; Bogunova, Anna; Shtrunov, Alexandr; Dubova, Nadezhda; Zhabagin, Maxat; Yepiskoposyan, Levon; Churakov, Vladimir; Pislegin, Nikolay; Damba, Larissa; Saroyants, Ludmila; Dibirova, Khadizhat; Atramentova, Lubov; Utevska, Olga; Idrisov, Eldar; Kamenshchikova, Evgeniya; Evseeva, Irina; Metspalu, Mait; Outram, Alan K.; Robbeets, Martine; Djansugurova, Leyla; Balanovska, Elena; Schiffels, Stephan; Haak, Wolfgang; Reich, David; Krause, Johannes (June 2019). “The genetic history of admixture across inner Eurasia”. 《Nature Ecology & Evolution》 3 (6): 966–976. Bibcode:2019NatEE...3..966J. doi:10.1038/s41559-019-0878-2. PMC 6542712. PMID 31036896.

## 같이 보기
- 초기 인류의 이주
- 서유럽 수렵채집민
- 아메리카의 인주화